# Carl Johan Malmstén
Carl Johan Malmstén (Uddetorp, Suécia, 9 de abril de 1814 – Upsália, 11 de fevereiro de 1886) foi um matemático sueco.
Em 1840 foi Privatdozent e em 1842 professor ordinário de matemática da Universidade de Upsália, onde foi de 1855 a 1856 reitor.
Foi membro de diversas academias e sociedades científicas, dentre outras desde 1875 correspondente da Academia de Ciências de Göttingen e em 15 de dezembro de 1880 membro honorário da Academia de Ciências da Prússia.
Sua filha casou com Ernst Christian Julius Schering.
É conhecido por seu trabalho sobre análise complexa. Contribuiu intensamente em outras áreas da matemática. Foi descoberto por Iaroslav Blagouchine que Malmsten foi o primeiro a calcular diversas integrais logarítmicas importantes, intimamente relacionadas a funções gama e zeta, dentre as quais estão as integrais de Vardi e séries de Kummer para os logarítmos da função gamma. Em particular, em 1842 calculou as seguintes integrais
{\displaystyle \int \limits _{0}^{1}\!{\frac {\,\ln \ln {\frac {1}{x}}\,}{1+x^{2}}}\,dx\,=\,\int \limits _{1}^{\infty }\!{\frac {\,\ln \ln {x}\,}{1+x^{2}}}\,dx\,=\,{\frac {\pi }{\,2\,}}\ln \left\{{\frac {\Gamma {(3/4)}}{\Gamma {(1/4)}}}{\sqrt {2\pi \,}}\right\}}
{\displaystyle \int \limits _{0}^{1}{\frac {\ln \ln {\frac {1}{x}}}{(1+x)^{2}}}\,dx=\int \limits _{1}^{\infty }\!{\frac {\ln \ln {x}}{(1+x)^{2}}}\,dx={\frac {1}{2}}{\bigl (}\ln \pi -\ln 2-\gamma {\bigr )},}
{\displaystyle \int \limits _{0}^{1}\!{\frac {\ln \ln {\frac {1}{x}}}{1-x+x^{2}}}\,dx=\int \limits _{1}^{\infty }\!{\frac {\ln \ln {x}}{1-x+x^{2}}}\,dx={\frac {2\pi }{\sqrt {3}}}\ln {\biggl \{}{\frac {\sqrt[{6}]{32\pi ^{5}}}{\Gamma {(1/6)}}}{\biggr \}}}
{\displaystyle \int \limits _{0}^{1}\!{\frac {\ln \ln {\frac {1}{x}}}{1+x+x^{2}}}\,dx=\int \limits _{1}^{\infty }\!{\frac {\ln \ln {x}}{1+x+x^{2}}}\,dx={\frac {\pi }{\sqrt {3}}}\ln {\biggl \{}{\frac {\Gamma {(2/3)}}{\Gamma {(1/3)}}}{\sqrt[{3}]{2\pi }}{\biggr \}}}
{\displaystyle \int \limits _{0}^{1}\!{\frac {\ln \ln {\frac {1}{x}}}{1+2x\cos \varphi +x^{2}}}\,dx\,=\int \limits _{1}^{\infty }\!{\frac {\ln \ln {x}}{1+2x\cos \varphi +x^{2}}}\,dx={\frac {\pi }{2\sin \varphi }}\ln \left\{{\frac {(2\pi )^{\frac {\scriptstyle \varphi }{\scriptstyle \pi }}\,\Gamma \!\left(\!\displaystyle {\frac {1}{\,2\,}}+{\frac {\varphi }{\,2\pi \,}}\!\right)}{\Gamma \!\left(\!\displaystyle {\frac {1}{\,2\,}}-{\frac {\varphi }{\,2\pi \,}}\!\right)}}\right\},\qquad -\pi <\varphi <\pi }
{\displaystyle \int \limits _{0}^{1}\!{\frac {x^{n-2}\ln \ln {\frac {1}{x}}}{1-x^{2}+x^{4}-\cdots +x^{2n-2}}}\,dx\,=\int \limits _{1}^{\infty }\!{\frac {x^{n-2}\ln \ln {x}}{1-x^{2}+x^{4}-\cdots +x^{2n-2}}}\,dx=}
{\displaystyle \quad =\,{\frac {\pi }{\,2n\,}}\sec {\frac {\,\pi \,}{2n}}\!\cdot \ln \pi +{\frac {\pi }{\,n\,}}\cdot \!\!\!\!\!\!\sum _{l=1}^{\;\;{\frac {1}{2}}(n-1)}\!\!\!\!(-1)^{l-1}\cos {\frac {\,(2l-1)\pi \,}{2n}}\cdot \ln \left\{\!{\frac {\Gamma \!\left(1-\displaystyle {\frac {2l-1}{2n}}\right)}{\Gamma \!\left(\displaystyle {\frac {2l-1}{2n}}\right)}}\right\},\qquad n=3,5,7,\ldots }
{\displaystyle \int \limits _{0}^{1}\!{\frac {x^{n-2}\ln \ln {\frac {1}{x}}}{1+x^{2}+x^{4}+\cdots +x^{2n-2}}}\,dx\,=\int \limits _{1}^{\infty }\!{\frac {x^{n-2}\ln \ln {x}}{1+x^{2}+x^{4}+\cdots +x^{2n-2}}}\,dx=}
{\displaystyle \qquad ={\begin{cases}\displaystyle {\frac {\,\pi \,}{2n}}\tan {\frac {\,\pi \,}{2n}}\ln 2\pi +{\frac {\pi }{n}}\sum _{l=1}^{n-1}(-1)^{l-1}\sin {\frac {\,\pi l\,}{n}}\cdot \ln \left\{\!{\frac {\Gamma \!\left(\!\displaystyle {\frac {1}{\,2\,}}+\displaystyle {\frac {l}{\,2n}}\!\right)}{\Gamma \!\left(\!\displaystyle {\frac {l}{\,2n}}\!\right)}}\right\},\quad n=2,4,6,\ldots \\[10mm]\displaystyle {\frac {\,\pi \,}{2n}}\tan {\frac {\,\pi \,}{2n}}\ln \pi +{\frac {\pi }{n}}\!\!\!\!\!\sum _{l=1}^{\;\;\;{\frac {1}{2}}(n-1)}\!\!\!\!(-1)^{l-1}\sin {\frac {\,\pi l\,}{n}}\cdot \ln \left\{\!{\frac {\Gamma \!\left(1-\displaystyle {\frac {\,l}{n}}\!\right)}{\Gamma \!\left(\!\displaystyle {\frac {\,l}{n}}\!\right)}}\right\},\qquad n=3,5,7,\ldots \end{cases}}}
Os detalhes e uma interessante análise histórica são apresentados no artigo de Blagouchine.
Muitas destas integrais foram redescobertas mais tarde por diversos pesquisadores, dentre eles Vardi, Adamchik, Medina e Moll. Alguns autores atribuíram a primeira destas integrais a Vardi, que as recalculou em 1988. Malmsten calculou estas integrais usando diversas representações em série. Foi mostrado que estas integrais podem ser calculadas pelo método das integrais de contorno, aplicando a função zeta de Hurwitz, empregando polilogarítmos e usando funções L. Formas mais elaboradas das integrais de Malmsten surgem nos trabalhos de Adamchik e Blagouchine (mais de 70 integrais). Em seguida são apresentadas algumas destas integrais
{\displaystyle \int \limits _{0}^{1}{\frac {\ln \ln {\frac {1}{x}}}{1+x^{3}}}\,dx=\int \limits _{1}^{\infty }{\frac {x\ln \ln x}{1+x^{3}}}\,dx={\frac {\ln 2}{6}}\ln {\frac {3}{2}}-{\frac {\pi }{6{\sqrt {3}}}}\left\{\ln 54-8\ln 2\pi +12\ln \Gamma \left({\frac {1}{3}}\right)\right\}}
{\displaystyle \int \limits _{0}^{1}\!{\frac {x\ln \ln {\frac {1}{x}}}{(1-x+x^{2})^{2}}}\,dx=\int \limits _{1}^{\infty }\!{\frac {x\ln \ln x}{(1-x+x^{2})^{2}}}\,dx=-{\frac {\gamma }{3}}-{\frac {1}{3}}\ln {\frac {6{\sqrt {3}}}{\pi }}+{\frac {\pi {\sqrt {3}}}{27}}\left\{5\ln 2\pi -6\ln \Gamma \left({\frac {1}{6}}\right)\right\}}
{\displaystyle \int \limits _{0}^{1}{\frac {\left(x^{4}-6x^{2}+1\right)\ln \ln {\frac {1}{x}}}{\,(1+x^{2})^{3}\,}}\,dx=\int \limits _{1}^{\infty }{\frac {\left(x^{4}-6x^{2}+1\right)\ln \ln {x}}{\,(1+x^{2})^{3}\,}}\,dx={\frac {2\,\mathrm {G} }{\pi }}}
{\displaystyle \int \limits _{0}^{1}{\frac {x\left(x^{4}-4x^{2}+1\right)\ln \ln {\frac {1}{x}}}{\,(1+x^{2})^{4}\,}}\,dx=\int \limits _{1}^{\infty }{\frac {x\left(x^{4}-4x^{2}+1\right)\ln \ln {x}}{\,(1+x^{2})^{4}\,}}\,dx={\frac {7\zeta (3)}{8\pi ^{2}}}}
{\displaystyle {\begin{array}{ll}\displaystyle \int \limits _{0}^{1}{\frac {x\!\left(x^{\frac {m}{n}}-x^{-{\frac {m}{n}}}\right)^{\!2}\ln \ln {\frac {1}{x}}}{\,(1-x^{2})^{2}\,}}\,dx=\int \limits _{1}^{\infty }{\frac {x\!\left(x^{\frac {m}{n}}-x^{-{\frac {m}{n}}}\right)^{\!2}\ln \ln {x}}{\,(1-x^{2})^{2}\,}}\,dx=\!\!\!&\displaystyle {\frac {\,m\pi \,}{\,n\,}}\sum _{l=1}^{n-1}\sin {\dfrac {2\pi ml}{n}}\cdot \ln \Gamma \!\left(\!{\frac {l}{n}}\!\right)-\,{\frac {\pi m}{\,2n\,}}\cot {\frac {\pi m}{n}}\cdot \ln \pi n\\[3mm]&\displaystyle -\,{\frac {\,1\,}{2}}\ln \!\left(\!{\frac {\,2\,}{\pi }}\sin {\frac {\,m\pi \,}{n}}\!\right)-\,{\frac {\gamma }{2}}\end{array}}}
{\displaystyle {\begin{array}{l}\displaystyle \int \limits _{0}^{1}{\frac {x^{2}\!\left(x^{\frac {m}{n}}+x^{-{\frac {m}{n}}}\right)\ln \ln {\frac {1}{x}}}{\,(1+x^{2})^{3}\,}}\,dx=\int \limits _{1}^{\infty }{\frac {x^{2}\!\left(x^{\frac {m}{n}}+x^{-{\frac {m}{n}}}\right)\ln \ln {x}}{\,(1+x^{2})^{3}\,}}\,dx=-{\frac {\,\pi \left(n^{2}-m^{2}\right)\,}{8n^{2}}}\!\sum _{l=0}^{2n-1}\!(-1)^{l}\cos {\dfrac {(2l+1)m\pi }{2n}}\cdot \ln \Gamma \!\left(\!{\frac {2l+1}{4n}}\right)\\[3mm]\displaystyle \,\,+{\frac {\,m\,}{\,8n^{2}\,}}\!\sum _{l=0}^{2n-1}\!(-1)^{l}\sin {\dfrac {(2l+1)m\pi }{2n}}\cdot \Psi \!\left(\!{\frac {2l+1}{4n}}\right)-{\frac {\,1\,}{\,32\pi n^{2}\,}}\!\sum _{l=0}^{2n-1}(-1)^{l}\cos {\dfrac {(2l+1)m\pi }{2n}}\cdot \Psi _{1}\!\left(\!{\frac {2l+1}{4n}}\right)+\,{\frac {\,\pi (n^{2}-m^{2})\,}{16n^{2}}}\sec {\dfrac {m\pi }{2n}}\cdot \ln 2\pi n\end{array}}}
sendo m e n inteiros positivos tal que m<n, G - é a constante de Catalan, ζ - é a função zeta de Riemann, Ψ - é a função digama, Ψ1 - é a função trigamma; ver por exemplo eq. (43), (47) e (48) em para as primeiras três integrais, e exercícios no. 36-a, 36-b, 11-b e 13-b em para as últimas quatro integrais respectivamente (sendo a terceira integral calculada em ambos os trabalhos). É de se salientar que algumas das integrais de Malmsten resultam em funções gama e poligama de um argumento complexo, não encontradas com frequência em análise. Por exemplo, foi mostrado por Iaroslav Blagouchine,
{\displaystyle \int \limits _{0}^{1}\!{\frac {x\ln \ln {\frac {1}{x}}}{1+4x^{2}+x^{4}}}\,dx=\int \limits _{1}^{\infty }\!{\frac {x\ln \ln {x}}{1+4x^{2}+x^{4}}}\,dx={\frac {\,\pi \,}{\,2{\sqrt {3\,}}\,}}\mathrm {Im} \!\left[\ln \Gamma \!\left(\!{\frac {1}{2}}-{\frac {\ln(2+{\sqrt {3\,}})}{2\pi i}}\right)\!\right]+\,{\frac {\ln(2+{\sqrt {3\,}})}{\,4{\sqrt {3\,}}\,}}\ln \pi }
ou, 
{\displaystyle \int \limits _{0}^{1}\!{\frac {\,x\ln \ln {\frac {1}{x}}\,}{\,x^{4}-2x^{2}\cosh {2}+1\,}}\,dx=\int \limits _{1}^{\infty }\!{\frac {\,x\ln \ln {x}\,}{\,x^{4}-2x^{2}\cosh {2}+1\,}}\,dx=-{\frac {\,\pi \,}{2\,\sinh {2}\,}}\mathrm {Im} \!\left[\ln \Gamma \!\left(\!{\frac {i}{2\pi }}\right)-\ln \Gamma \!\left(\!{\frac {1}{2}}-{\frac {i}{2\pi }}\right)\!\right]-{\frac {\,\pi ^{2}}{8\,\sinh {2}\,}}-{\frac {\,\ln 2\pi \,}{2\,\sinh {2}\,}}}
ver exercícios 7-а e 37, respectivamente. As integrais de Malmsten são também relacionadas com as constantes de Stieltjes.
Em 1842 Malmsten calculou algumas séries logarítmicas, dentre as quais as duas séries
{\displaystyle \sum _{n=0}^{\infty }(-1)^{n}{\frac {\ln(2n+1)}{2n+1}}\,=\,{\frac {\pi }{4}}{\big (}\ln \pi -\gamma )-\pi \ln \Gamma \left({\frac {3}{4}}\right)}
e
{\displaystyle \sum _{n=1}^{\infty }(-1)^{n-1}{\frac {\sin an\cdot \ln {n}}{n}}\,=\,\pi \ln \left\{{\frac {\pi ^{{\frac {1}{2}}-{\frac {a}{2\pi }}}}{\Gamma \left(\displaystyle {\frac {1}{2}}+{\frac {a}{2\pi }}\right)}}\right\}-{\frac {a}{2}}{\big (}\gamma +\ln 2{\big )}-{\frac {\pi }{2}}\ln \cos {\frac {a}{2}}\,,\qquad -\pi <a<\pi .}
A última série foi redescoberta de forma ligeiramente diferente por Ernst Kummer, que obteve uma expressão similar
{\displaystyle {\frac {1}{\pi }}\sum _{n=1}^{\infty }{\frac {\sin 2\pi nx\cdot \ln {n}}{n}}=\ln \Gamma (x)-{\frac {1}{2}}\ln(2\pi )+{\frac {1}{2}}\ln(2\sin \pi x)-{\frac {1}{2}}(\gamma +\ln 2\pi )(1-2x)\,,\qquad 0<x<1,}
em 1847 (estritamente falando, o resultado de Kummer é obtido do resultado de Malmsten fazendo a=π(2x-1)). Além disso, esta série é conhecida em análise como série de Kummer para o logaritmo da função gama, embora Malmsten a tenha deduzido 5 anos antes de Kummer.
Malsmten também contribuiu para a teoria das séries e integrais das funções zeta. Em 1842 provou as relações funcionais para a função L
{\displaystyle L(s)\equiv \sum _{n=0}^{\infty }{\frac {(-1)^{n}}{(2n+1)^{s}}}\qquad \qquad L(1-s)=L(s)\Gamma (s)2^{s}\pi ^{-s}\sin {\frac {\pi s}{2}},}
bem como para a função M
{\displaystyle M(s)\equiv {\frac {2}{\sqrt {3}}}\sum _{n=1}^{\infty }{\frac {(-1)^{n+1}}{n^{s}}}\sin {\frac {\pi n}{3}}\qquad \qquad M(1-s)=\displaystyle {\frac {2}{\sqrt {3}}}\,M(s)\Gamma (s)3^{s}(2\pi )^{-s}\sin {\frac {\pi s}{2}},}
onde em ambas as fórmulas 0<s<1. A primeira destas fórmulas foi proposta por Leonhard Euler em 1749, mas foi Malmsten que a demonstrou (Euler apenas sugeriu esta fórmula e a verificou para diversos inteiros e semi-inteiros de s). Esta mesma fórmula para L(s) foi redescoberta por Oscar Schlömilch em 1849 (prova apresentada em 1858). Quatro anos depois, Malmsten apresentou diversas outras fórmulas refletidas e casos particulares da função zeta de Hurwitz.